# Xeroniscus bicoloratus
Xeroniscus bicoloratus är en kräftdjursart som först beskrevs av Barnard 1941.  Xeroniscus bicoloratus ingår i släktet Xeroniscus och familjen Eubelidae. Inga underarter finns listade i Catalogue of Life.